# Елкгарт (Індіана)
Елкгарт (англ. Elkhart) — місто (англ. city) в США, в окрузі Елкгарт штату Індіана. Населення — 53 923 особи (2020).

## Географія
Елкгарт розташований за координатами 41°41′28″ пн. ш. 85°57′54″ зх. д. / 41.69111° пн. ш. 85.96500° зх. д. (41.691167, -85.965132).  За даними Бюро перепису населення США в 2010 році місто мало площу 63,25 км², з яких 60,74 км² — суходіл та 2,50 км² — водойми. В 2017 році площа становила 71,94 км², з яких 69,42 км² — суходіл та 2,52 км² — водойми.

### Клімат
| Клімат : Елкгарт      | Клімат : Елкгарт | Клімат : Елкгарт | Клімат : Елкгарт | Клімат : Елкгарт | Клімат : Елкгарт | Клімат : Елкгарт | Клімат : Елкгарт | Клімат : Елкгарт | Клімат : Елкгарт | Клімат : Елкгарт | Клімат : Елкгарт | Клімат : Елкгарт | Клімат : Елкгарт |
| Показник              | Січ.             | Лют.             | Бер.             | Квіт.            | Трав.            | Черв.            | Лип.             | Серп.            | Вер.             | Жовт.            | Лист.            | Груд.            | Рік              |
| Середній максимум, °C | −1,7             | −0,6             | 6,1              | 13,3             | 19,4             | 24,4             | 27,2             | 26,1             | 22,2             | 15,0             | 7,2              | −0,6             | 13,3             |
| Середній мінімум, °C  | −10,6            | −9,4             | −3,9             | 1,1              | 6,7              | 12,2             | 15,0             | 13,9             | 10,0             | 3,9              | −1,7             | −7,8             | 2,5              |
| Норма опадів, мм      | 61               | 46               | 71               | 86               | 91               | 94               | 89               | 91               | 86               | 79               | 74               | 66               | 930              |
| --------------------- | ---------------- | ---------------- | ---------------- | ---------------- | ---------------- | ---------------- | ---------------- | ---------------- | ---------------- | ---------------- | ---------------- | ---------------- | ---------------- |
| Джерело: Weatherbase  |                  |                  |                  |                  |                  |                  |                  |                  |                  |                  |                  |                  |                  |

## Демографія
Згідно з переписом 2010 року, у місті мешкало 50 949 осіб у 19 261 домогосподарстві у складі 11 942 родин. Густота населення становила 806 осіб/км².  Було 22699 помешкань (359/км²).
Расовий склад населення:
| - 66,1 % — білих - 15,4 % — чорних або афроамериканців - 0,9 % — азіатів - 0,6 % — корінних американців - 0,1 % — вихідців з тихоокеанських островів - 12,9 % — осіб інших рас |

До двох чи більше рас належало 4,1 %. Частка іспаномовних становила 22,5 % від усіх жителів.
За віковим діапазоном населення розподілялося таким чином: 29,1 % — особи молодші 18 років, 59,4 % — особи у віці 18—64 років, 11,5 % — особи у віці 65 років та старші. Медіана віку мешканця становила 32,7 року. На 100 осіб жіночої статі у місті припадало 93,0 чоловіків;  на 100 жінок у віці від 18 років та старших — 89,1 чоловіків також старших 18 років.
Середній дохід на одне домашнє господарство  становив 44 741 долар США (медіана — 35 371), а середній дохід на одну сім'ю — 47 989 доларів (медіана — 40 450). Медіана доходів становила 34 788 доларів для чоловіків та 28 802 долари для жінок. За межею бідності перебувало 26,7 % осіб, у тому числі 39,2 % дітей у віці до 18 років та 8,9 % осіб у віці 65 років та старших.
Цивільне працевлаштоване населення становило 21 741 осіб. Основні галузі зайнятості: виробництво — 40,6 %, освіта, охорона здоров'я та соціальна допомога — 12,9 %, мистецтво, розваги та відпочинок — 10,5 %, роздрібна торгівля — 9,5 %.
В місті є Баптиська Словянська церква.